# Casa Stirling
La Casa Stirling, construida entre 1869 y 1871, es considerada la edificación más antigua de Tierra del Fuego. Fue nombrada Monumento Histórico Nacional en 2003.

## Historia
La Casa Stirling debe su nombre a Waite Hockin Stirling, joven misionero anglicano que emigró de Londres en 1862 para vivir entre la comunidad Yagán y difundir la cultura occidental. Fue él quien gestionó la compra del inmueble prefabricado desde Inglaterra en 1869.
La Casa se fabricó con madera forrada con gruesas planchas de fierro galvanizado para que soportara los embates del inclemente clima de la zona austral. Fue obra del taller Hemming & Co de Old Ford y tuvo un costo de 300 libras esterlinas de la época.
Fue ensamblada por primera vez en 1871 en Ushuaia, Argentina, donde se encontraba la South American Missionary Society, que posteriormente se trasladaría a Chile en 1892, junto con la casa. Primero en bahía Tekenika de isla Hoste y luego, en 1907, a bahía Douglas. La labor de los misioneros culminó en 1916, cuando la actividad ganadera se apoderó del sector.
En el IV Congreso de Historia de Magallanes, realizado en Punta Arenas el año 1998, el investigador y explorador Denis Chevallay dio cuenta del hallazgo de la Casa Stirling y su valor histórico. Con ello se logró, posteriormente, su postulación como Monumento Histórico.
En el año 2003 la Casa Stirling es declarada Monumento Histórico Nacional, y el 5 de junio del 2004 es trasladada por mar desde Caleta Douglas hasta su actual ubicación en los terrenos del Museo Antropológico Martín Gusinde en Puerto Williams, donde se restaura para contener parte de la colección del museo.